# Lijst van rijksmonumenten in Empe
De plaats Empe telt 16 inschrijvingen in het rijksmonumentenregister. Hieronder een overzicht.
| Object                                                       | Oorspronkelijke functie?  | Bouwjaar              | Architect | Locatie             | Coördinaten?                | Nr.?   | Afbeelding                                       |
| ------------------------------------------------------------ | ------------------------- | --------------------- | --------- | ------------------- | --------------------------- | ------ | ------------------------------------------------ |
| Witgepleisterd boerderijtje onder rieten wolfdak             | Boerderij                 | 18e eeuw              |           | Emperweg 82         | 52° 9' 12" NB, 6° 7' 60" OL | 11228  | Witgepleisterd boerderijtje onder rieten wolfdak |
| De Tesse of Bartenburch                                      | Boerderij                 | 1669                  |           | Emperweg 84         | 52° 9' 11" NB, 6° 8' 1" OL  | 11229  | Meer afbeeldingen                                |
| Gepleisterde boerderij met rieten wolfdak                    | Boerderij                 |                       |           | Emperweg 94         | 52° 9' 7" NB, 6° 7' 57" OL  | 11230  | Meer afbeeldingen                                |
| De Meene                                                     | Boerderij                 |                       |           | IJsselstraat 1      | 52° 9' 32" NB, 6° 9' 16" OL | 11242  | Meer afbeeldingen                                |
| 't Huis Empe: hoofdgebouw                                    | Kasteel, buitenplaats     | 16e eeuw              |           | Voorsterweg 166     | 52° 8' 39" NB, 6° 8' 36" OL | 510144 | Meer afbeeldingen                                |
| 't Huis Empe: historische tuin- en parkaanleg                | Tuin, park en plantsoen   | 1930                  |           | Voorsterweg bij 166 | 52° 8' 53" NB, 6° 8' 24" OL | 510161 | 't Huis Empe: historische tuin- en parkaanleg    |
| 't Huis Empe: piedestal                                      | Tuin, park en plantsoen   | eind 19e eeuw         |           | Voorsterweg bij 166 | 52° 8' 41" NB, 6° 8' 37" OL | 510165 | Upload foto                                      |
| 't Huis Empe: theekoepel                                     | Tuin, park en plantsoen   | 1930                  |           | Voorsterweg bij 166 | 52° 8' 40" NB, 6° 8' 37" OL | 510166 | Upload foto                                      |
| 't Huis Empe: houten botenloods                              | Opslag                    | eerste helft 20e eeuw |           | Voorsterweg bij 166 | 52° 8' 41" NB, 6° 8' 37" OL | 510167 | Upload foto                                      |
| 't Huis Empe: twee bruggen                                   | Tuin, park en plantsoen   | 1930                  |           | Voorsterweg bij 166 | 52° 8' 39" NB, 6° 8' 39" OL | 510168 | 't Huis Empe: twee bruggen                       |
| 't Huis Empe: moestuin met tuinmuur, druivenkas en koude bak | Tuin, park en plantsoen   | 19e eeuw              |           | Voorsterweg bij 166 | 52° 8' 37" NB, 6° 8' 36" OL | 510170 | Meer afbeeldingen                                |
| 't Huis Empe: kas                                            | Tuin, park en plantsoen   | 19e eeuw              |           | Voorsterweg bij 166 | 52° 8' 37" NB, 6° 8' 38" OL | 510172 | Meer afbeeldingen                                |
| 't Huis Empe: tuinhuisje met schuurtje                       | Tuin, park en plantsoen   | 19e eeuw              |           | Voorsterweg bij 166 | 52° 8' 36" NB, 6° 8' 35" OL | 510173 | 't Huis Empe: tuinhuisje met schuurtje           |
| 't Huis Empe: tuinsieraden                                   | Tuin, park en plantsoen   | 1910-1920             |           | Voorsterweg bij 166 | 52° 8' 37" NB, 6° 8' 35" OL | 510174 | Upload foto                                      |
| 't Huis Empe: koetshuis met schuurtje                        | Bijgebouwen kastelen enz. | 1908                  |           | Voorsterweg 161     | 52° 8' 39" NB, 6° 8' 32" OL | 510175 | 't Huis Empe: koetshuis met schuurtje            |
| 't Huis Empe: schildersatelier                               | Tuin, park en plantsoen   | 1904                  |           | Voorsterweg bij 166 | 52° 8' 43" NB, 6° 8' 25" OL | 510177 | Upload foto                                      |